# Kirundadu, Madikeri
Kirundadu là một làng thuộc tehsil Madikeri, huyện Kodagu, bang Karnataka, Ấn Độ.